# Sanne De Wilde

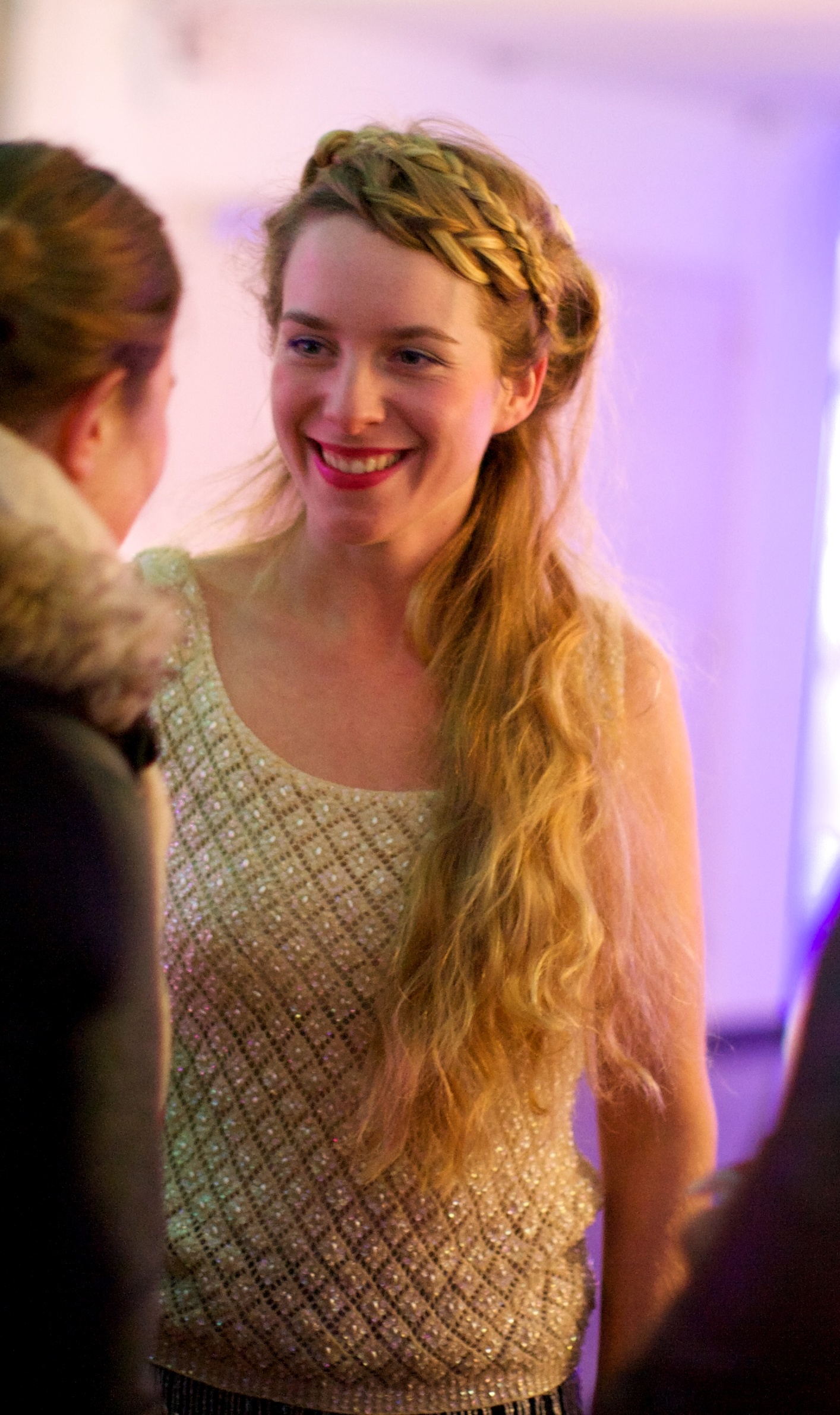
Sanne De Wilde, 2014

Sanne De Wilde  (1987) is een Belgisch fotografe.

## Biografie
Sanne De Wilde is de dochter van persfotograaf Pol De Wilde en studeerde fotografie aan het KASK te Gent alwaar ze in 2012 afstudeerde.
Sinds 2013 werkt ze als freelance fotograaf voor De Volkskrant en is woonachtig in Nederland.

## Werken
Een selectie van enkele bekende werken
- The Dwarf Empire (2012)
- Snow White-reeks (2015)[4]
- The island of the colorblind (2017)

## Eerbetoon
- 2012 - Photo Academy Award
- 2013 - International Photography Award Emergentes DST[5]
- 2014 - Young Promising Photographer Award (Nikon)
- 2014 - nominatie voies off
- 2014 - Nuwork Award for Photograpic Excellence (Spark Festival)
- 2014 - Photo Annual Award (Tsjechië)[6]